# فرنسيسكو فالديز
فرنسيسكو فالديز (7 مارس 1982 - ) هو لاعب كرة طائرة جمهورية الدومينيكان.